# Need for Speed: Most Wanted (відеогра, 2012)
Need for Speed: Most Wanted — відеогра у жанрі перегони, 19-та гра серії Need for Speed, яка вийшла 30 жовтня 2012 року. Розробником гри є британська компанія Criterion Games, а видавцем компанія Electronic Arts. Офіційний анонс відбувся 4 червня 2012 року під час прес-конференції EA на E3 2012.

## Маркетинг
22 травня 2012 року PlayStation 2 версію гри Need For Speed: Most Wanted (2005) випустили в онлайновому віртуальному магазині PlayStation Store, де її можна придбати для консолі PlayStation 3.

## Список автомобілів
Всього в грі 123 автомобілі, і більшість з них відкриті відразу, але гравець повинен знайти ці автомобілі в місті, як тільки автомобіль знайдений його можна забрати. Criterion Games не анонсувала офіційний список автомобілів.

### Авто гонщиків
- Alfa Romeo 4C Concept
- Ariel Atom 500 V8
- Aston Martin V12 Vantage
- Audi A1 clubsport quattro
- Audi R8 GT Spyder
- BAC Mono
- Bentley Continental SuperSports ISR Convertible
- BMW M3 Coupé
- BMW M3 GTR
- Bugatti Veyron Super Sport
- Caterham Superlight R500
- Chevrolet Camaro ZL1
- Chevrolet Corvette ZR1
- Dodge Challenger SRT-8
- Ford F-150 SVT Raptor
- Ford GT
- Ford Mustang Boss 302
- Ford Focus RS 500
- Ford Focus ST (2012)
- Jaguar XKR
- Koenigsegg Agera R
- Lamborghini Aventador
- Lamborghini Aventador J
- Lamborghini Countach
- Lamborghini Gallardo
- Lancia Delta HF Integrale
- Lexus LFA
- Marussia B2
- McLaren MP4-12C
- Maserati GranTurismo
- Mitsubishi Lancer Evolution X
- Mercedes-Benz SL-Клас
- Mercedes-Benz SLS AMG
- Nissan GT-R
- Pagani Huayra
- Porsche Panamera
- Porsche 911
- Porsche 911
- Porsche 918 Spyder
- Range Rover Evoque
- SRT Viper GTS
- Shelby Cobra 427
- Subaru Impreza
- Tesla Roadster

### Авто поліції
- Bugatti Veyron Super Sport
- Chevrolet Corvette Z06
- Dodge Charger SRT8 (2012)
- Ford Crown Victoria
- Ford Explorer
- SWAT

### Авто трафіку
- Cadillac CTS-V
- Chevrolet Express
- Chevrolet Cobalt SS
- Dodge Caravan Taxi
- Dodge Ram 1500
- GMC Kodiak
- Infiniti G35
- Maserati Quattroporte
- Nissan Tiida

### Відкритий світ
У грі відсутні суворі правила; гравець може довільно вибирати гонки для участі. Також в Most Wanted потрібно уникати зустрічі з поліцією, вони зроблять усе, що в їхніх силах, щоб спіймати гравця.
Завдяки Autolog гравці зможуть змагатися зі своїми друзями по шляху до лідерства в списку Most Wanted.